# Orchestre philharmonique de Varsovie

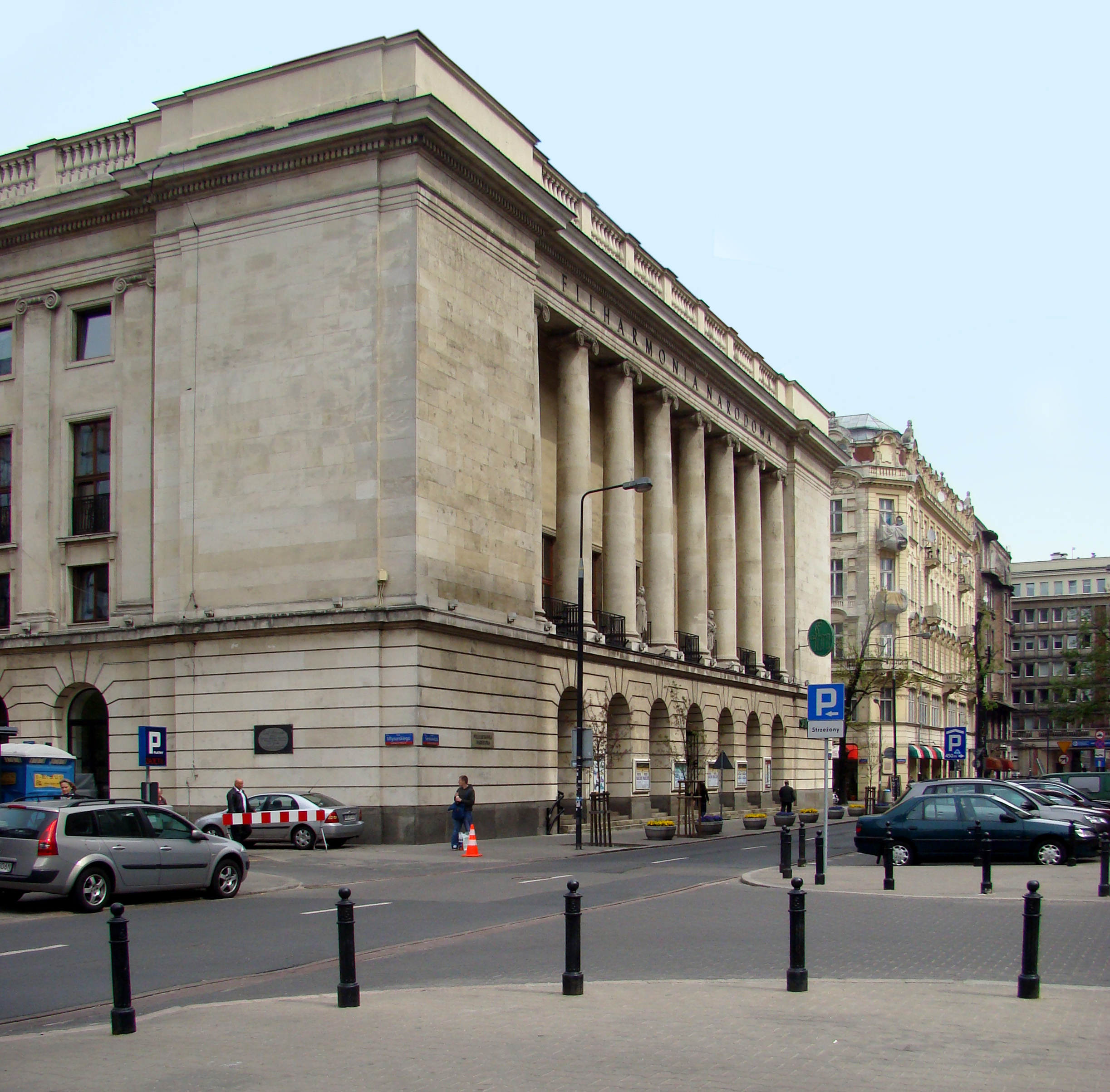
L’orchestre philharmonique de Varsovie (aujourd’hui).

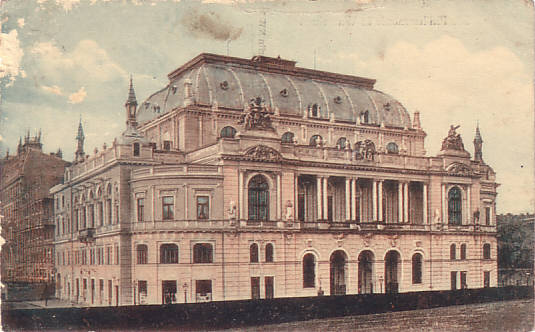
L’orchestre philharmonique de Varsovie (en 1918).

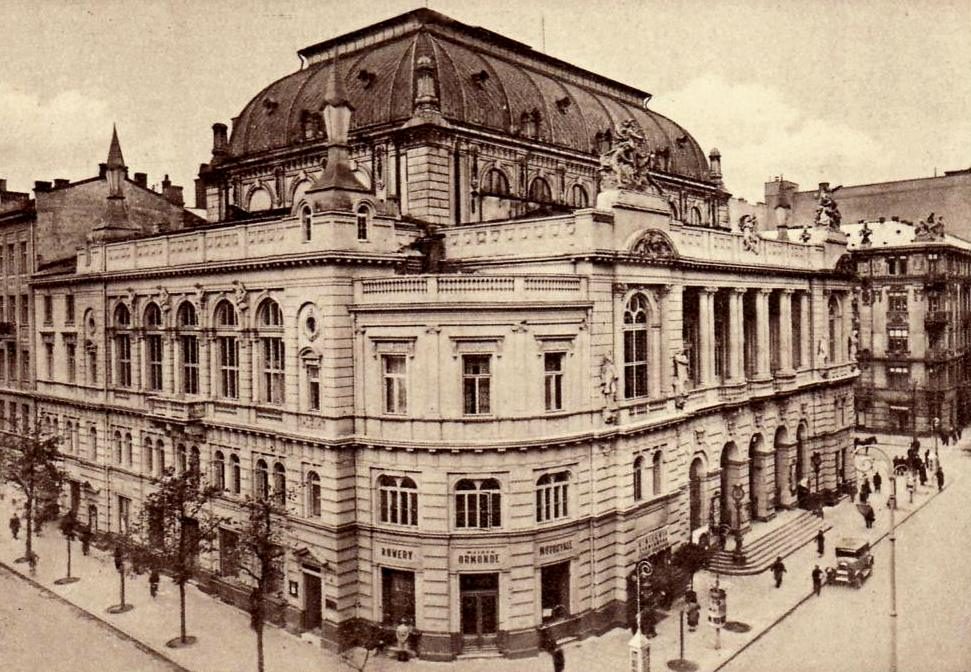
L’orchestre philharmonique de Varsovie (en 1920).

L’Orchestre philharmonique de Varsovie est un orchestre polonais fondé en 1901. Il est la première institution musicale de Pologne et demeure l’orchestre philharmonique de référence de la Pologne pour l’ensemble des compositeurs et musiciens polonais.
L’Orchestre philharmonique de Varsovie joua des œuvres musicales célèbres de compositeurs internationaux de Edvard Grieg, Arthur Honegger, Ruggiero Leoncavallo, Sergueï Prokofiev, Sergei Rachmaninoff, Maurice Ravel, Camille Saint-Saëns, Richard Strauss, et Igor Stravinsky. 
Parmi les autres sommités qui jouèrent dans l’Orchestre philharmonique de Varsovie, les pianistes Ignace Paderewski et Arthur Rubinstein, les violonistes Jascha Heifetz et Pablo de Sarasate, et le violoncelliste Pablo Casals. 
L’Orchestre philharmonique de Varsovie a été l'hôte du Concours international de piano Frédéric-Chopin depuis son début en 1927, et fut également l'hôte du Concours international de violon Henryk Wieniawski à son début en 1935.
Durant la Seconde Guerre mondiale, l’Orchestre philharmonique de Varsovie perdit la moitié de ses membres ainsi que son édifice (de style classique construit sur le modèle de l’Opéra Garnier de Paris) qui fut détruit durant les combats. Malgré ses pertes inestimables, l’orchestre reprend sa saison musicale en 1947-1948. 
Il fallut attendre jusqu’en 1955 pour la reconstruction de l’édifice, dans un nouveau style architectural. C’est le nouveau directeur Witold Rowicki qui relança l’activité musicale par une nouvelle programmation.
En 2002, cet orchestre a composé avec Namco la bande originale de Ace Combat 4: Distant Thunder, jeu sorti la même année, composée d’un mélange d’instruments classiques (violon, contrebasse...) et contemporaines (guitare électrique, batterie, synthétiseur...) ,une grande première dans l’histoire de la musique orchestrale. Il en est de même pour Ace Combat 5: The Unsung War.
En 2008, c’est ce même orchestre qui est chargé de composer une partie de la bande originale du jeu vidéo Final Fantasy XIII, notamment "Born Anew" et "Fighting Fate".

## Directeurs musicaux
- Emil Młynarski (1901-1905)
- Zygmunt Noskowski (1906-1908)
- Henryk Melcer-Szczawiński (1908-1909)
- Grzegorz Fitelberg (1909-1911)
- Zdzisław Birnbaum (1911-1914, 1916-1918)
- Roman Chojnacki (1918-1938)
- Józef Ozimiński (1938-1939)
- Olgierd Straszyński (1945-1946)
- Andrzej Panufnik (1946-1947)
- Jan Maklakiewicz (1947-1948)
- Witold Rudziński (1948-1949)
- Władysław Raczkowski (1949-1950)
- Witold Rowicki (1950-1955, 1958-1977)
- Bohdan Wodiczko (1955-1958)
- Stanisław Wisłocki (1961-1967)
- Kazimierz Kord (1977-2001)
- Antoni Wit (2002-2013)
- Jacek Kaspszyk (en) (2013-2019)
- Andreï Boreïko (2019-2024)
- Krzysztof Urbański (en) (2024-)